# Regeringen Themptander
Regeringen Themptander var Sveriges regering mellan 16 maj 1884 och 6 februari 1888. Regeringschef (statsminister) var Robert Themptander.

## Statsråd
| Statsminister         |  | Robert Themptander*         | 16 maj 1884       | 6 februari 1888   | Oberoende liberal     |       |
| Justitieminister      |  | Nils von Steyern*           | 19 april 1880     | 6 februari 1888   | Partilös              | [ 1 ] |
| Utrikesminister       |  | Carl Fredrik Hochschild*    | 27 april 1880     | 25 september 1885 | Partilös              | [ 2 ] |
| Utrikesminister       |  | Albert Ehrensvärd*          | 25 september 1885 | 12 juni 1889      | Partilös              | [ 2 ] |
| Krigsminister         |  | Axel Ryding*                | 16 juni 1882      | 4 oktober 1887    | Partilös              | [ 3 ] |
| Krigsminister         |  | Gustaf Peyron*              | 4 oktober 1887    | 6 februari 1888   | Partilös              | [ 3 ] |
| Sjöförsvarsminister   |  | Carl Gustaf von Otter*      | 19 april 1880     | 16 december 1892  | Partilös              | [ 3 ] |
| Finansminister        |  | Robert Themptander*         | 8 mars 1881       | 28 maj 1886       | Oberoende liberal     | [ 4 ] |
| Finansminister        |  | Claës Gustaf Adolf Tamm*    | 28 maj 1886       | 6 februari 1888   | Oberoende konservativ | [ 4 ] |
| Ecklesiastikminister  |  | Carl Hammarskjöld*          | 27 augusti 1880   | 6 februari 1888   | Partilös              | [ 5 ] |
| Civilminister         |  | Edvard von Krusenstjerna*   | 30 november 1883  | 12 oktober 1889   | Partilös              |       |
| Konsultativa statsråd |  |                             |                   |                   |                       |       |
| Konsultativa statsråd |  | Johan Christer Emil Richert | 1880              | 1888              | Partilös              |       |
| Konsultativa statsråd |  | Henric Lovén                | 1874              | 1889              | Partilös              |       |
| Konsultativa statsråd |  | Claës Gustaf Adolf Tamm     | 10 maj 1884       | 28 maj 1886       | Oberoende konservativ |       |

## Fotnoter
1. 1 2 3 4 5 6 7 8 9  Fortsatte på posten från föregående regering.
2. 1 2 3 4  Fortsatte på posten i efterföljande regering.